# الببليوغرافيا القانونية
الببليوغرافيا قانونية هي ببليوغرافيا القانون. وقد طبق هذا المصطلح على "أنواع المواد القانونية ووظائفها" وعلى " قوائم كتب القانون والمواد المرتبطة بها".
ذكر بيرسي وينفيلد بإن "الببليوغرافيا القانونية المثالية "ستكون" وصفًا نقديًا وتاريخيًا لكل مصدر معروف لقانون الدولة التي يفترض التعامل معها".

## التاريخ
قال ديفيد هوفمان في عام 1835، بأن الببليوغرافيا القانونية في فرنسا وألمانيا، وخاصة في الأطروحات المستقلة حول مختلف فروع القانون كانت في ذلك التاريخ "شاملة ودقيقة ويتم تعلمها". وذكر أيضًا أنه في إنجلترا "في الفقه (بخلاف القائمة المجردة) نادرًا ما يكون لدينا اسم آخر غير بريدجمان".
كانت ببليوغرافيا مارفن القانونية أول إصدار من نوعه يصدر عن الولايات المتحدة الأمريكية.
أورد الكتاب السنوي لبوكمان في إصدار عام 1988، بأن الببليوغرافيا القانونية كانت في "حالة مؤسفة".